# Лосанджелисци
Това е списък на известни личности, свързани с град Лос Анджелис в Съединените щати.

## Родени в Лос Анджелис
- Пол Томас Андерсън (р. 1970), режисьор
- Марк Брадфорд (р. 1961), художник
- Ли Брекет (1915 - 1978), писател
- Глория Греъм (1923 – 1981), актриса
- Антони Делон (р. 1964), френски актьор
- Брад Делсън (р. 1977), китарист
- Анджелина Джоли (р. 1975), актриса
- Хауърд Зийф (1927 – 2009), кинорежисьор
- Лизи Каплан (р. 1982), актриса
- Леонардо ди Каприо (р. 1974), актьор
- Вал Килмър (р. 1959), актьор
- Реджина Кинг (р. 1971), актриса
- Зоуи Кравиц (р. 1988), актриса
- Дейвид Кросби (р. 1941), китарист и певец
- Джеки Куган (1914 – 1984), актьор
- Рай Кудър (р. 1947), музикант
- Патрис Кълърс (р. 1983), общественичка
- Уилис Лам (1913 – 2008), физик
- Мерилин Монро (1926 – 1962), актриса
- Лари Нивън (p. 1938), писател
- Елизабет Олсън (р. 1989), актриса
- Иса Рей (р. 1985), актриса
- Трейси Елис Рос (р. 1972), актриса
- Леонард Слаткин (р. 1944), диригент
- Алисън Феликс (р. 1985), бегачка
- Джоди Фостър (р. 1962), актриса
- Джеймс Хетфийлд (р. 1963), китарист
- Барбара Хърши (р. 1948), актриса
- Джейсън Шуорцман (р. 1980), актьор

## Починали в Лос Анджелис
- Армен Алчиан (1914 – 2013), икономист
- Бенджамин Андерсън (1886 – 1949), икономист
- Педро Армендарис (1912 – 1963), актьор
- Мери Астор (1906 – 1987), актриса
- Сам Ботъмс (1955 – 2008), актьор
- Ричард Брукс (1912 – 1992), режисьор
- Тим Бъкли (1947 – 1975), музикант
- Хюго Бътлър (1914 – 1968), сценарист
- Асен Василев (1948 – 2024), български певец
- Сара Вон (1924 – 2000), певица
- Дениз Дарсел (1924 – 2011), актриса
- Майкъл Джаксън (1958 – 2009), певец
- Луи Джордан (1908 – 1975), музикант
- Морис Жар (1924 – 2009), френски композитор и диригент
- Никола Долапчиев (1894 – 1964), български юрист, професор по наказателно право.
- Хауърд Зийф (1927 – 2009), кинорежисьор
- Рекс Инграм (1892 – 1950), кинорежисьор
- Бени Картър (1907 – 2003), музикант
- Сам Кук (1931 – 1964), музикант
- Ърнест Леман (1915 – 2005), сценарист
- Рубен Мамулян (1897 – 1987), режисьор
- Мерилин Монро (1926 – 1962), актриса
- Хорхе Негрете (1911 – 1953), мексикански актьор и певец
- Бронислава Нижинска (1891 – 1972), руска хореографка
- Анаис Нин (1903 – 1977), писателка
- Анита О'Дей (1919 – 2006), певица
- Робърт Олдрич (1918 – 1983), режисьор
- Джак Оуки (1903 – 1978), актьор
- Саша Попов (1899 – 1976), български диригент и цигулар
- Ханс Райхенбах (1891 – 1953), германски философ
- Лий Ремик (1935 – 1991), актриса
- Мак Сенет (1880 – 1960), режисьор и продуцент
- Джордж Сийтън (1911 – 1979), режисьор
- Франк Ташлин (1913 – 1972), режисьор и аниматор
- Самюъл Фулър (1912 – 1997), режисьор
- Яша Хайфец (1901 – 1987), цигулар
- Сид Чарис (1922 – 2008), актриса и танцьорка
- Майкъл Чимино (1939 – 2016), режисьор